# Crisis financiera
Una crisis financiera es la parte financiera de toda crisis económica. Tratándose de crisis estructurales, involucra al sistema bancario y al sistema monetario, manifestándose con quiebras de bancos y con la reducción del crédito; provocando, cuando los Estados se hacen cargo de las quiebras y rescates bancarios, el aumento del déficit público y, con él, de la deuda soberana, afectando en segunda ronda a la economía real o no financiera, también llamada economía productiva, por referirse al mundo del trabajo y la empresa.

## Tipos de crisis financiera

### Crisis bancaria
Cuando un banco sufre una repentina oleada de retiros de los depositantes, esto se llama corrida o pánico bancario. Dado que los bancos prestan la mayor parte del dinero que reciben en los depósitos, no cuentan con dicho dinero y por tanto son incapaces de devolver a sus depositantes su dinero si este es de repente exigido. Por lo que el retiro de fondos hace que el banco sea insolvente, haciendo que los clientes pierdan sus depósitos en la medida en que no están cubiertos por el seguro. Un ejemplo en el que el pánico bancario está muy extendido se llama crisis bancaria o banca pánico sistémico.
Ejemplos de corralitos incluyen la carrera en el Banco de los Estados Unidos en 1931 y la corrida de Northern Rock en 2007. Las crisis bancarias generalmente ocurren después de períodos de préstamos de riesgo y préstamos impagados.

### Crisis monetaria
No existe una definición ampliamente aceptada de una crisis monetaria, que habitualmente se considera como parte de una crisis financiera. Kaminsky et al. (1998), por ejemplo, define las crisis monetarias como cuando un promedio ponderado de las depreciaciones porcentuales mensuales del tipo de cambio y los descensos porcentuales mensuales de las reservas de cambio supera su media de más de tres desviaciones estándar. Frankel y Rose (1996) definen una crisis monetaria como una depreciación nominal de una moneda de al menos el 25%, también se define al menos un 10% de aumento en la tasa de depreciación.

### Las crisis financieras internacionales
Cuando un país que mantiene un tipo de cambio fijo de repente se ve obligado a devaluar su moneda debido a acumular un déficit de cuenta corriente insostenible, se llama una crisis monetaria o crisis de balanza de pagos. Cuando un país no paga su deuda soberana,  se llama un incumplimiento soberano. Mientras que la devaluación y el incumplimiento podrían ser ambas decisiones voluntarias del gobierno, a menudo son percibidos como los resultados involuntarios de un cambio en el sentimiento de los inversores que conduce a una parada repentina de las entradas de capital o un aumento repentino de la fuga de capitales. 
Varias monedas que formaban parte del Mecanismo Europeo de Tipos de Cambio sufrieron la crisis en 1992-1993 y se vieron obligados a devaluar o retirarse del mecanismo. Otra ronda de crisis monetarias tuvo lugar en Asia en 1997-1998. Muchos países de América Latina en mora de su deuda a principios de 1980. La crisis financiera rusa de 1998 dio lugar a una devaluación del rublo y el default de los bonos del gobierno ruso.

### Gran crisis económica
El crecimiento del PIB negativo duración de dos o más trimestres se llama una recesión. Una recesión prolongada o especialmente grave puede ser llamado una depresión, mientras que un largo período de crecimiento lento, pero no necesariamente negativo a veces se llama estancamiento económico.
Algunos economistas sostienen que muchas recesiones se han causado en gran parte por las crisis financieras. Un ejemplo importante es la Gran Depresión, que fue precedido en muchos países por los corralitos y caídas de los mercados de valores. La crisis de las hipotecas subprime y el estallido de otras burbujas inmobiliarias en todo el mundo también llevaron a la recesión en los EE. UU. y un número de otros países a finales de 2008 y 2009.
Algunos economistas sostienen que las crisis financieras son causados por recesiones en lugar de al revés, y que aun cuando una crisis financiera es el shock inicial que pone en marcha una recesión, otros factores pueden ser más importantes en la prolongación de la recesión. En particular, Milton Friedman y Anna Schwartz argumentaron que el declive económico inicial asociado a la crisis de 1929 y los pánicos bancarios de la década de 1930 no se hubiera convertido en una depresión prolongada, de no haber sido reforzada por los errores de política monetaria por parte de la Reserva Federal, una posición apoyada por Ben Bernanke.

## Crisis climática
La evidencia reciente sugiere que la crisis climática tiene un impacto significativo en el crecimiento económico y en varios elementos productivos de las economías modernas. La investigación indica que el cambio climático está aumentando la frecuencia de las crisis bancarias. Rescatar a los bancos insolventes causa una carga fiscal adicional de alrededor del 5 al 15% del producto interno bruto por año y aumenta la proporción de la deuda pública al producto interno bruto en un factor de dos. Se estima que alrededor del 20% de estos efectos pueden atribuirse al deterioro de los balances bancarios, en el que el cambio climático es la causa. Las consecuencias del cambio climático se subestiman si el sistema financiero no se analiza a través de una evaluación climática y económica integrada.

## Pensamiento económico dominante y crisis bancaria de 2008
La insistencia de numerosos economistas pertenecientes a la corriente teórica dominante desde la década de 1970 hasta la primera década del siglo XXI (cfr. monetarismo, neoliberalismo, economía socialdemócrata), así como la proliferación de modelos formalizados matemáticamente, habría limitado la percepción de los elementos reales fundamentales del comportamiento económico, incluyendo la propia actividad financiera. Así, la excesiva influencia de lo financiero, unida a la desregulación financiera y la relajación de controles por parte de las autoridades monetarias, habrían agudizado la crisis financiera de 2008, que no fue sino la maduración final del modelo estructural de capitalismo popular puesto en marcha a mediados de los años 1980 al tiempo que triunfaban las tesis antiinflacionistas.

## Crisis financieras
- Burbuja económica
- Corralito en Chipre en 2013
- Crisis de deuda
  - Crisis de la deuda soberana europea
  - Crisis de la deuda soberana en Grecia
- Crisis económica de 2008-2012
- Burbuja inmobiliaria en España
- Crisis de las hipotecas subprime
- Crisis financiera en Irlanda de 2008-2010
- Crisis financiera en Letonia de 2008-2009
- Crisis financiera en Islandia de 2008-2009
- Crisis financiera de Ucrania 2008-2009
- Crisis financiera en Zimbabue de 2008
- Crisis financiera de 2008
- Crisis financiera en México de 2008
- Crisis bancaria de 2002 en Uruguay
- Crisis de diciembre de 2001 en Argentina
- Crisis cambiaria
- Crisis de la burbuja puntocom
- Crisis financiera rusa
- Crisis económica en Turquía de 2018
- Crisis financiera en Ecuador de 1999
- Crisis bancaria de 1994 (Venezuela)
- Crisis financiera dominicana
- Burbuja financiera e inmobiliaria en Japón
- Crisis financiera asiática
- Crisis económica de Chile de 1982
- Jueves negro - Crac del 29
- Gran Depresión
- Burbuja inmobiliaria de Florida en los años 1920
- Pánico financiero de 1907
- Colapso del mercado de valores de 2020